# رابرت بورن (سیاستمدار)
رابرت بورن (انگلیسی: Robert Bourne; ۱۵ ژوئیهٔ ۱۸۸۸ – ۷ اوت ۱۹۳۸) سیاستمدار، و قایقران روئینگ اهل بریتانیا بود.